# Wilhelm Brix
Wilhelm Brix – niemiecki architekt modernistyczny tworzący w pierwszej połowie XX w. we Wrocławiu.

## Życiorys
Brix był jednym z czołowych wrocławskich architektów epoki modernizmu. Jego lata aktywności twórczej przypadły na okres ok. roku 1910 do końca II wojny światowej. Od roku 1923 był członkiem Niemieckiego Związku Architektów. Tworzył głównie projekty domów mieszkalnych wielo- i jednorodzinnych. Był jednym z współtwórców osiedla Sępolno. Brał także udział w otwartych konkursach na projekty budynków użyteczności publicznej m.in. Kościół Gustawa Adolfa we Wrocławiu czy dom gminy ewangelickiej na Grabiszynie. Jego styl był połączeniem modernistycznej prostoty z pewnymi wpływami architektury tradycyjnej.

## Projekty
We Wrocławiu według jego projektu zrealizowano m.in.:
- willę kupca Gerharda Zamoryego przy ul. Racławickiej 58 (1924)[1]
- siedzibę Akademickiego Stowarzyszenia Gimnastycznego ATV przy ul. Na Grobli 28, przy współpracy z Ludwigiem Moshamerem (1927)[2]
- biurowiec towarzystwa ubezpieczeniowego przy ul. Joannitów 10-12 (1929)
- dom prokurenta Gustava Schapkego przy ul. Olszewskiego 157 (1934)
- dom dentysty Fritza Pyka przy ul.Czackiego 11 (1937)

## Literatura
- Rafał Eysymontt, Jerzy Ilkosz, Agnieszka Tomaszewicz, Jadwiga Urbanik (red.): Leksykon architektury Wrocławia. Wrocław: Via Nova, 2011, s. 957-958.